# Saluc
Saluc és una empresa belga, primer fabricant mundial de boles de billar i de snooker. Realitza uns 80% de totes les boles utilitzades al món sota la marca Aramith.
L'empresa es va crear el 1923 a Callenelle (Hainaut). A l'inici fabricava tanins sintètics per servir les nombroses adoberies de la regió, una indústria que va declinar després de la segona guerra mundial. Aleshores va desenvolupar noves activitats, aprofitant el seu coneixement de química industrial. Són fetes d'una combinació de resina fenòlica i baquelita. La perícia en la realització de boles perfectament esfèriques també serveix per a altres aplicacions industrials, com ara boles de ruleta, ratolins de bola, boles a ús medical, bombes etc. El 2012 Iwan Simonis SA, una societat de Verviers des de 1680, especialitzada en la fabricació de la baieta verda per a taules de billar va adquirir Saluc. Es considera una de les empreses far de Bèlgica que per la seva innovació ha pogut crear un quasi monopoli a la seva veta de mercat.